# ミーナ (商業施設)
ミーナ（mina）は、ファーストリテイリングが経営するエンクローズド（共同店舗型）ショッピングモールのブランド名である。同社の子会社・ユニクロと同様に、ファッション関連に重点を置いている。2023年現在、4店舗を展開している。

## 概要
「mina」とは、スペイン語で「宝の山」の意味であり「皆、みんな」といった意味もあるという。ファーストリテイリングが自社でビル建設を手がけるのでなく既存の商業ビルを一括賃借して全面改装の上で運営するスタイルを取っている。
コンセプトは「あたらしいかたちのサードプレイス」。
ユニクロのほか、ファッション関連の専門店等が多く入居する。minaにおけるユニクロは、あくまでもテナントの一つとしての位置づけであるが、各店舗ともユニクロで2フロア以上を確保しており、中核店舗的な存在となっている。
ハウスカードとしてmina card（ミーナカード）があり、ミーナ施設内での利用で5%割引となる（一部店舗除く）。取扱会社はミーナ天神がモデルクレジット（福岡県久留米市に本社のある中小信販会社、JCB提携）、他施設が三井住友カードでスタートしたが、三井住友カードが取り扱いを終了したため、現在は全ての施設がモデルクレジット扱いとなっている。

## 店舗

### ミーナ天神（mina tenjin）
福岡県福岡市中央区天神四丁目に所在。2005年にマツヤレディスビルを一括賃借してオープン。2022年に隣接するノース天神と一体化する全面改修に着手し、2023年4月28日に再オープン。

### ミーナ津田沼（mina tsudanuma）
ミーナ津田沼 （mina tsudanuma、ミーナつだぬま）は、千葉県習志野市津田沼一丁目3番1号に所在する。京成電鉄が所有するビルの一つであり、建物の名称は「津田沼14番街ビル」である。丸井津田沼店が2007年（平成19年）2月に閉店した後、改装作業が行われ同年11月9日に開業した。20代から30代の女性を中心に、通勤・通学途中や週末のくつろげる場所となることを目指している。
新津田沼駅（京成電鉄松戸線）すぐ（2階デッキにて直結）、津田沼駅（JR東日本総武本線）北口から徒歩5分。

#### 施設概要
- 鉄骨造
- 地上8階、地下1階建て
- 敷地面積：2,567.03平方メートル（776.52坪）
- 延床面積：1万5311.48平方メートル（4631.72坪）
- イトーヨーカドー津田沼店などと共用の、約800台収容可能な立体駐車場がある。
- 当店と新津田沼駅、イトーヨーカドー津田沼店、イオンモール津田沼は、地上2階の高さで連絡通路を介して直結しており、雨でも濡れずに相互移動が可能である。
  - なお、上記のうちイオンモール津田沼以外は京成電鉄の所有する土地および建物である。

#### 主要テナント
出店テナントの詳細は公式サイト「フロアガイド」を参照。
- 業務スーパー河内屋（1階）
- JINS（2階）
- GU（3階）
- Luck Rack（3階）
- ABC-MART（4階）
- MODE・OFF（5階）
- AOKI（5階）
- UNIQLO（6階・7階）
- ダイソー（7階）

### ミーナ京都（mina kyoto）
ミーナ京都（mina kyoto、ミーナきょうと）は京都府京都市中京区河原町通三条下ル大黒町58番地に所在する。東宝が1935年（昭和10年）10月12日から京都宝塚劇場・京都スカラ座を開設していた場所である。しかし、近隣にシネマコンプレックスのMOVIX京都が開業した影響などから2006年（平成18年）1月29日に閉館し、東宝が建物を新しく建替えてミーナ京都を誘致し、2008年（平成20年）4月25日にオープンした。20代から30代を中心に、大人の女性が心地よくなる空間を目指している。
2010年（平成22年）8月、同店の近隣にあった河原町ビブレ（2010年7月末閉鎖）の実質キーテナントだったロフトが移転という形で新たなテナントとして入居した。
京都市役所前駅（京都市営地下鉄東西線）から徒歩5分、三条駅（京阪電気鉄道）から徒歩5分、京都河原町駅（阪急京都本線）から徒歩6分。

#### 施設概要
- 鉄骨造
- 地上10階、地下1階建て
- 敷地面積：1,996.96平方メートル（604.08坪）
- 延床面積：1万4263.64平方メートル（4314.75坪）
- 約1,000台収容できる御池地下駐車場と提携している。

#### 主要テナント
出店テナントの詳細は公式サイト「フロアガイド」を参照。
- UNIQLO（地下1階から地上3階） - 京都府内のユニクロで最大の売場面積を持つ[1]。
- MoMAデザインストア 京都（1階）
- 京都ロフト（4階から6階）
- GU（7階）
- INSPA京都（フィットネス&リゾート 8階・9階）

### ミーナ町田（mina machida）
ミーナ町田（mina machida、ミーナまちだ）は、東京都町田市原町田四丁目1番17号に所在する。横浜線（JR東日本）町田駅が現在地に移転する前の旧・日本国有鉄道（国鉄）原町田駅跡地の再開発により建設された「まちだターミナルプラザ」の商業棟（東急所有）を一括賃貸し、2008年5月23日に開業した。1階部分には東京電力パワーグリッドの森野変電所を併設している。ビルが建設されてからミーナ町田がオープンする前までは、東急ハンズがビルを一括賃貸していたが、東急ハンズは2007年8月29日に閉店し、近隣の町田東急ツインズ内に移転し、同年10月5日にリニューアルオープンした。
開業当初は10代後半から20代の若者層と30代の家族層を中心に、「カジュアル町田」をコンセプトとして、心地よいショッピングライフを提案していた。開業時には宣伝も兼ねて、町田駅周辺でミーナのラッピングを施したベロタクシーが期間限定で運行された。
2023年5月12日から改修工事のため、一部フロアを除いて全面休館となった。同年9月29日にリニューアルオープンし、リニューアル後は「町田エリアの暮らしに寄り添う Life Support Termianal」をコンセプトに、ユニクロが上層階（6・7階）から低層階（2階・3階・4階）に移転するほか、近隣の町田ジョルナで営業していたジーユーが5階に移転した。
JR町田駅ターミナル口に直結、同駅中央口から徒歩5分、小田急小田原線町田駅から徒歩7分。

#### 施設概要
- 鉄骨造
- 地上8階、地下2階建て
- 敷地面積：2,141平方メートル
- 延床面積：9,662平方メートル（2923坪）
- 約530台収容可能な「まちだターミナルパーキング」と契約している。

#### 主要テナント
出店テナントの詳細は公式サイト「フロアガイド」を参照。
- 島村楽器（地下1階）
- スーパーマーケット文化堂（1階）
- UNIQLO（2階から4階）
- GU（5階）
- 西松屋（6階）
- AOKI（6階）
- ダイソー・THREEPPY・Standard Products（7階）
- NHK文化センター 町田教室（8階）
- Catorze14 Futsal Park（屋上）